# Goworowo (gmina)
Goworowo – gmina wiejska w województwie mazowieckim, w powiecie ostrołęckim. W latach 1975–1998 gmina położona była w województwie ostrołęckim.
Siedziba gminy to Goworowo.
Według danych z 30 czerwca 2004 gminę zamieszkiwało 8767 osób, natomiast według danych z 2011 ludność gminy równało się 8710 osobom. Według danych z 31 grudnia 2017 roku gminę zamieszkiwało 8412 osób. Było to wówczas 9,5% ludności powiatu.

## Struktura powierzchni
Według danych z roku 2002 gmina Goworowo ma obszar 218,93 km², w tym:
- użytki rolne: 63%
- użytki leśne: 29%

Gmina stanowi 10,43% powierzchni powiatu.

## Władze samorządowe
Lista osób sprawujących urząd wójta Gminy Goworowo do 1950 roku:

- Franciszek Mierzejewski (1883-1887)[7]
- Aleksander Kozakowski (1888)
- Walenty Słowikowski (1893)
- Michał Orłowski (1896-1897)
- Józef Markowski (1897)
- Ignacy Cichowiecki (1898-1902)
- Józef Kordasz (1902-1907)
- Michał Olszewski (1908-1910)
- Ignacy Prusaczyk (od 1910)[8]
- Stanisław Załuska (1933-1938)
- Stefan Bielarczyk (1944-1946)
- Władysław Kaczyński (1946)
- Władysław Sobotka
- Mikołaj Paszczęka (1950)

Lista osób sprawujących urząd przewodniczącego Prezydium Gminnej Rady Narodowej:
- Stefan Dziełak

Od 1990:
- Jan Podleś (1990-1993)
- Janusz Gajewski (1993-2010)
- Małgorzata Maria Kulesza (2010-2018)
- Piotr Kosiorek (od 2018)

## Demografia
Według Powszechnego Spisu Ludności z 1921 roku gminę zamieszkiwało 5.924 osób, 4.682 było wyznania rzymskokatolickiego, 2 prawosławnego, 11 ewangelickiego, 1 greckokatolickiego a 1.228 mojżeszowego. Jednocześnie 4.870 mieszkańców zadeklarowało polską przynależność narodową, 1.053 żydowską a 1 rosyjską. Były tu 824 budynki mieszkalne.

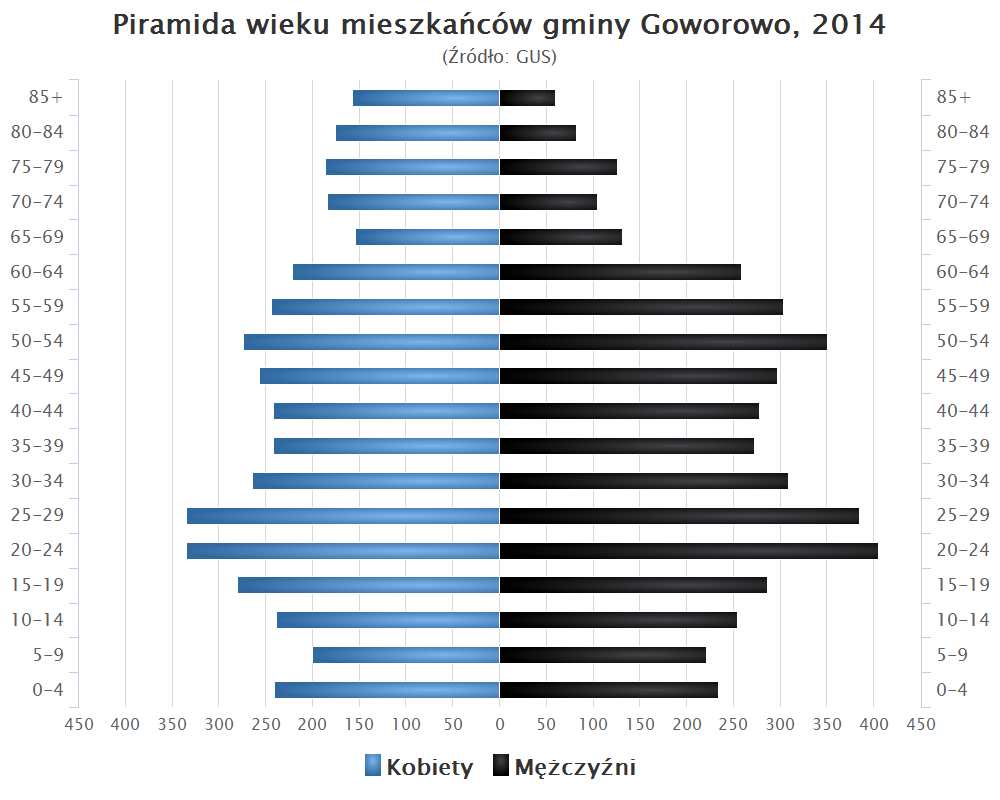
Piramida wieku mieszkańców gminy Goworowo w 2014 roku

Dane z 31 grudnia 2017 roku:
| Opis                              | Ogółem | Ogółem | Kobiety | Kobiety | Mężczyźni | Mężczyźni |
| --------------------------------- | ------ | ------ | ------- | ------- | --------- | --------- |
| jednostka                         | osób   | %      | osób    | %       | osób      | %         |
| populacja                         | 8 412  | 100    | 4 113   | 48,9    | 4 299     | 51,1      |
| gęstość zaludnienia (mieszk./km²) | 39     | 39     | 19      | 19      | 20        | 20        |

## Sołectwa
Borki, Brzeźno, Brzeźno-Kolonia, Cisk, Czarnowo, Czernie, Damięty, Daniłowo, Dzbądzek, Gierwaty, Goworowo, Goworówek, Góry, Grabowo, Grodzisk Mały, Jawory-Podmaście, Jawory Stare, Jawory-Wielkopole, Jemieliste, Józefowo, Jurgi, Kaczka, Kobylin, Kruszewo, Kunin, Lipianka, Ludwinowo, Michałowo, Nogawki, Pasieki, Pokrzywnica, Pokrzywnica Kolonia, Ponikiew Duża, Ponikiew Mała, Ponikiew Mała Kolonia, Rębisze-Działy, Rębisze-Kolonia, Rębisze-Parcele, Struniawy, Szarłat, Szczawin, Wólka Brzezińska, Wólka Kunińska, Zaorze, Żabin
Miejscowości podstawowe bez statusu sołectwa: Brzeźno-Wieś, Gogol-Gajówka, Jurgi, Kaszewiec, Kruszewo, Lipianka, Smólnik

## Sąsiednie gminy
Czerwin, Długosiodło, Młynarze, Różan, Rzekuń, Rzewnie, Wąsewo